# IAI Kfir
O IAI Kfir (leãozinho em hebraico) é um caça israelense de ataque ao solo, usado pela Força Aérea Israelense nas décadas de 70 e 80.

## Histórico

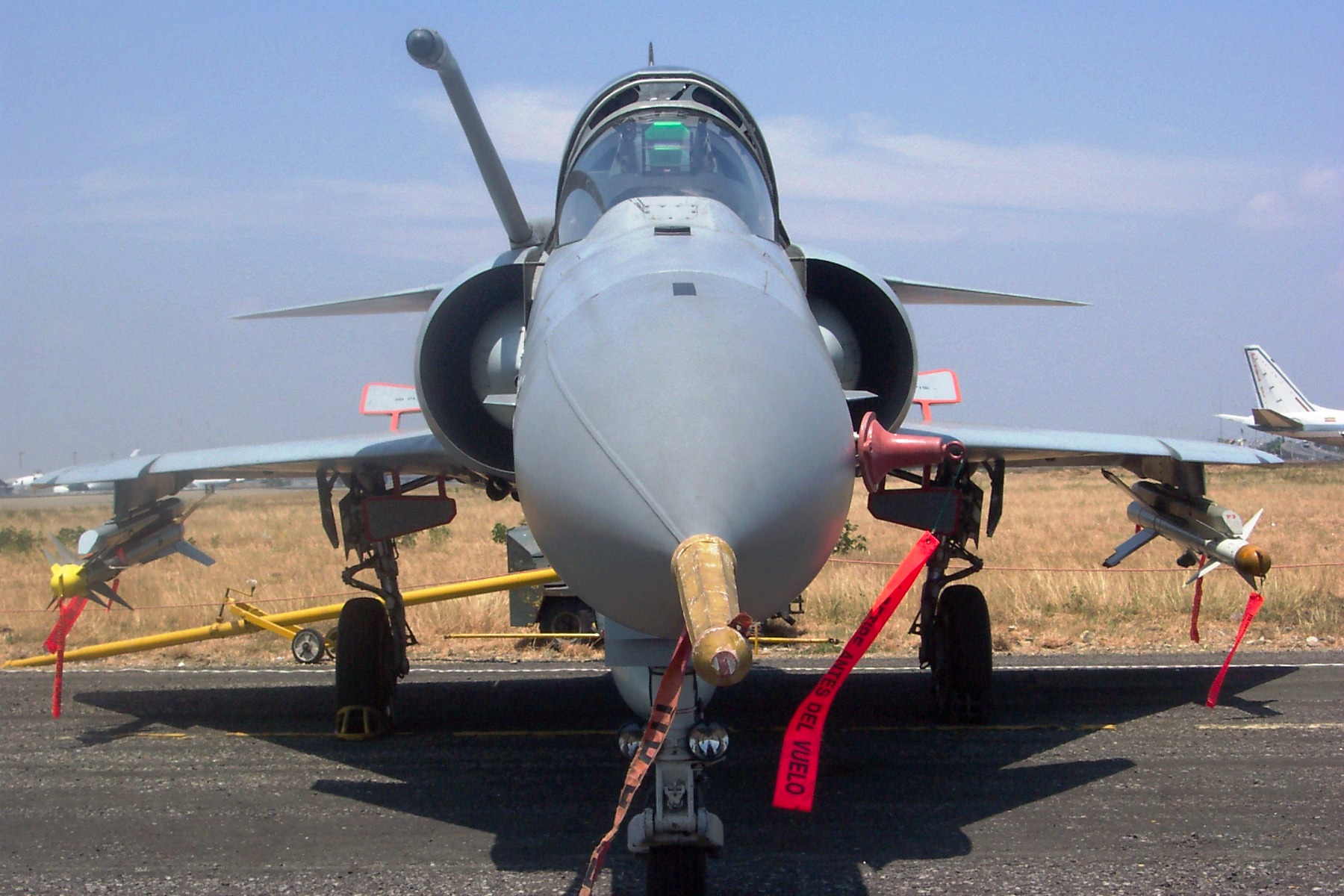
Vista frontal do FAE Kfir CE, mostrado aqui com um Python 3 sob a asa esquerda, e um Python 4 sob a asa direita. Note-se também a sonda de reabastecimento e o característico nariz mais longo dessa variante.

Em 1967, logo após a guerra dos seis dias, Israel enfrentou um embargo de vendas de armas imposto pela França, sua tradicional fornecedora. Essa foi a origem de um programa para copiar e melhorar o Dassault Mirage 5.
O Kfir resultou da adaptação do motor J79 na célula do caça francês. Apesar de mais potente, a adaptação de uma turbina de peso e dimensões diferentes causaram a alteração do centro de gravidade da aeronave e das características de operação.

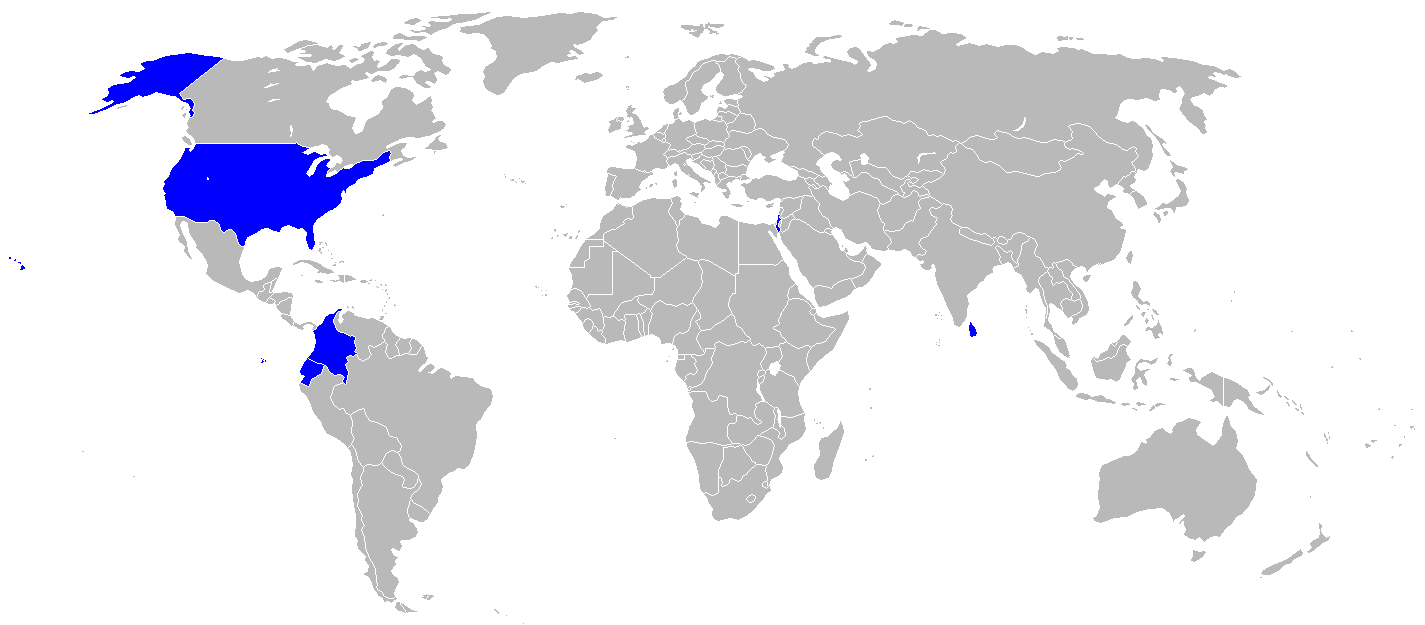
Usuários do IAI Kfir.

O voo inaugural ocorreu no dia 19 de outubro de 1970 e, pouco depois, foi produzido o Kfir C1, dotado de pequenas aletas dianteiras. O C2 que se seguiu tinha canards maiores e asas com dentes no bordo de ataque, para melhorar sua manobrabilidade. Versões de dois lugares foram produzidas com o nariz rebaixado, para melhorar a visibilidade. Os primeiros Kfir entraram em ação na guerra do Yom Kippur. A maioria dos C2 e TC2 israelenses foi adaptada para o padrão C7/TC7, com maior número de encaixes para armas e aviônicos mais modernos. Esses lutaram em 1982, sobre o vale de Bekaa.

Um grande número permanece em serviço. Aviões Kfir foram vendidos à Colômbia, Equador, Sri Lanka, enquanto a US Navy e os fuzileiros americanos alugaram lotes de Kfir C1 (por eles rebatizados como F-21A) para atuarem como aviões inimigos nos programas de treinamento dos seus pilotos.

## Especificações (Kfir C.7)
Informações: MILAVIA, Israeli Weapons

### Características Gerais
- Tripulação: 1 (C.7) ou 2 (TC.7)
- Comprimento: 15.7m
- Envergadura: 8.2m
- Altura: 4.6m
- Área Alar: 34.8m²
- Peso Vazio: 7.285kg

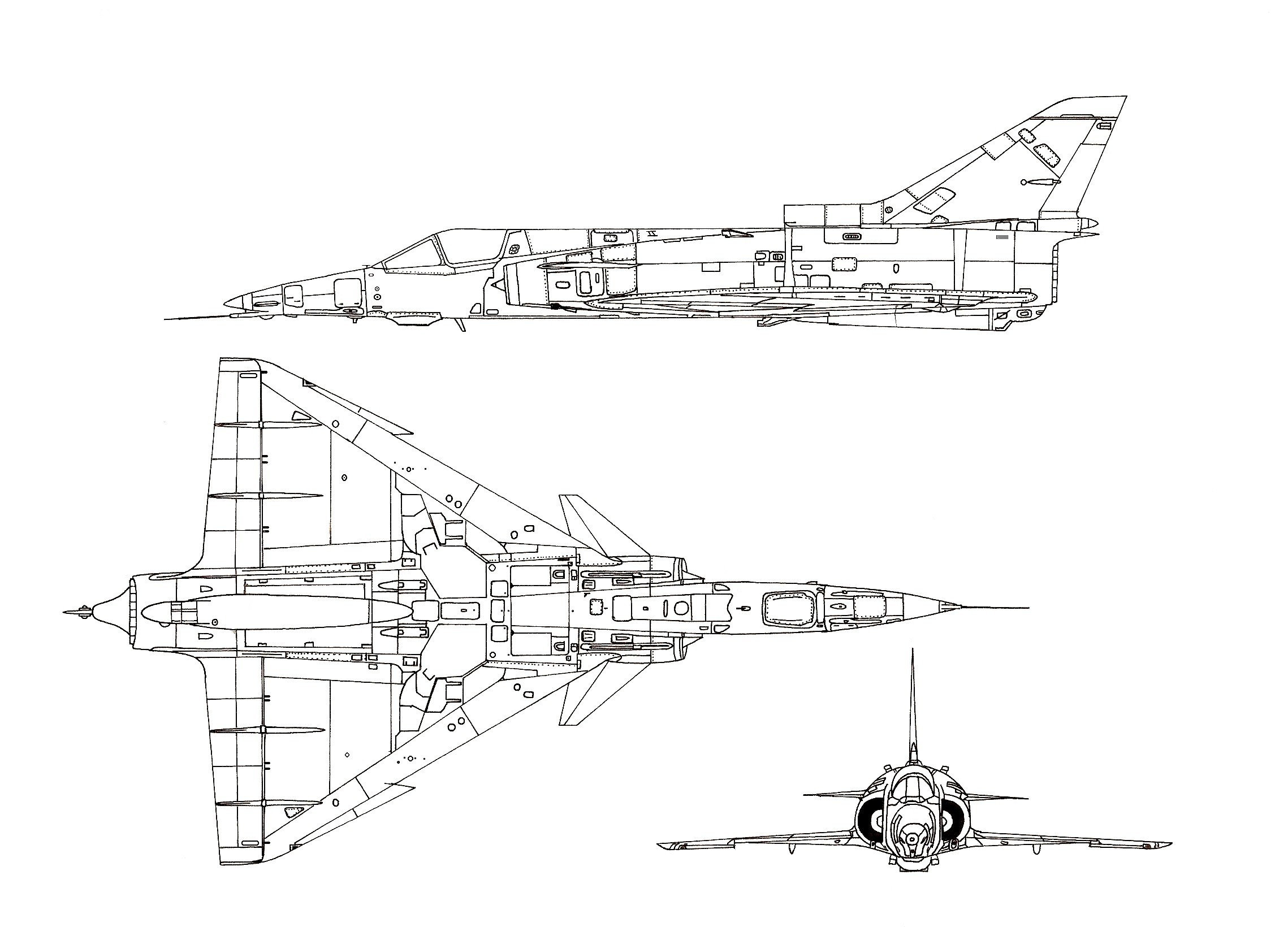
Três ângulos do IAI Kfir.

- Peso Máximo de Decolagem (MTOW): 16.240kg
- Motor: 1x turbojato IAI Bedek/General Electric J79-GE-J1E, 11.870lbf (52.8 kN) de empuxo seco, 18.749lbf (83.4 kN) com pós-combustor

### Desempenho
- Velocidade Máxima: 2.440 km/h (1.317kt / Mach 1.97)
- Alcance: 2000 km (1080 nmi)
- Alcance de Combate: 780 km (com 4.500kg de carga bélica)
- Teto de Serviço: 17.700m
- Taxa de Subida: 233 m/s
- Carga Alar: 299 kg/m²

### Armamento

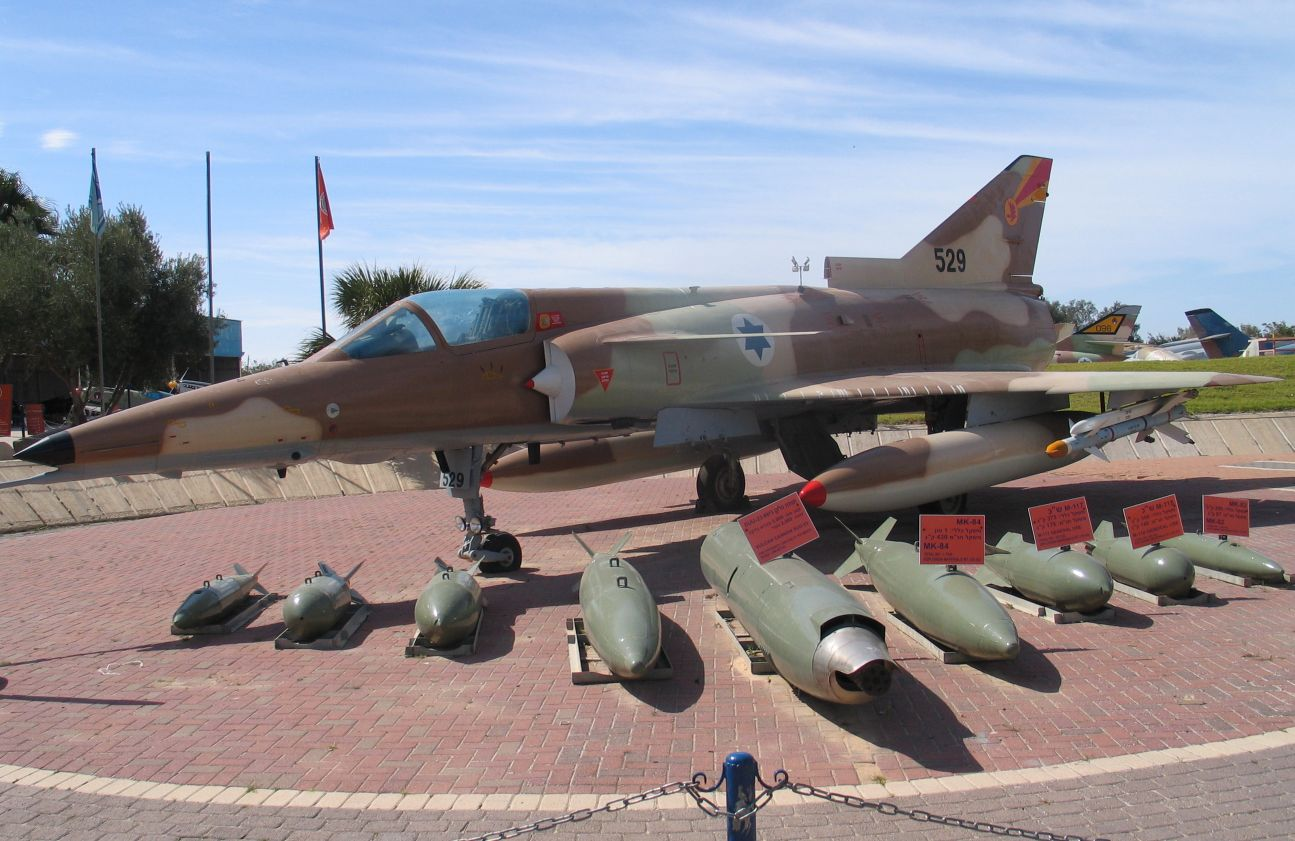
Um Kfir e seus armamentos num museu em Israel.

- Canhão: 2x IAI/GIAT DEFA 553 de 30mm. 140 disparos por canhão.
- Foguetes: 4x casulos de foguetes Matra Type 155 com 18x foguetes SNEB de 68mm cada.
- Mísseis Ar-Ar: 2x Rafael Python III/IV/V, de curta distância, guiados por infravermelho (IR)
  - 2x AIM-9 Sidewinder, de curta distância, guiados por infravermelho (IR)
  - 2x Rafael Derby, de média distância, guiados por radar ativo (ARH)
- Míssil Ar-Superfície: 1x IAI Gabriel Mk.3, de médio alcance, anti navio
- Bombas: 7.500 kg em cinco hardpoints.
  - Bombas de Emprego Geral: Mk.82 (227kg), M117 (340kg), Mk.83, (454kg)
  - Bombas Guiadas a Laser: GBU-12 Paveway II (227kg)
  - Bombas Guiadas por Eletro-Óptico (EO): GBU-15 (910kg), GBU-8 HOBOS (950kg)
  - Bombas Lança Granadas: Rafael TAL-1, Rafael TAL-2
  - Bombas Anti-Pista: Matra Durandal (240kg)

### Eletrônica
- Radar Estadimétrico: IAI Elta EL/M-2001B